# Шугуровское сельское поселение (Татарстан)
Шугуровское сельское поселение — муниципальное образование в Лениногорском районе Республики Татарстан.
В состав поселения входит один населённый пункт — село Шугурово.

## География
Шугуровское сельское поселение расположено на склонах Бугульминско-Белебеевской возвышенности, в 25 км от города Лениногорска на реке Лесная Шешма (бассейн Камы). Сельское поселение граничит на востоке — с Каркалинским сельским поселением, на севере, западе и юге — с Старошугуровским сельским поселением.
На территории сельского поселения располагаются месторождения нефти, газа, битума, битуминозного песчаника, глины, карбонатных пород.

## Демография
| 2010  | 2011  | 2012  | 2013  | 2014  | 2015  | 2016  |
| ----- | ----- | ----- | ----- | ----- | ----- | ----- |
| 2096  | ↘2086 | ↗2099 | ↗2105 | ↘2085 | ↘2051 | ↘2019 |
| 2017  | 2018  |       |       |       |       |       |
| ↘1965 | ↘1930 |       |       |       |       |       |

Численность населения в Шугуровском сельском поселении на 1 января 2011 года составляло 2112 человек.
| Дети дошкольного возраста | 154 | 7,29 %  |
| Учащиеся                  | 365 | 17,29 % |
| Трудоспособное население  | 994 | 47,1 %  |
| Пенсионеры                | 597 | 28,29 % |

## Экономика
Основными предприятиями Шугуровского сельского поселения являются: ОАО «Шугуровское МПП», Шугуровский участок ЭПУ «Лениногорскгаз», «Шугуровское лесничество» , ООО «Агроресурс» , ООО «Сельгазстрой», ООО «Строймонтаж-сервис».

## Образование
На территории сельского поселения функционируют: детский сад, взрослая и детская библиотеки, средняя общеобразовательная школа им. Чкалова.

## Здравоохранение
В Шугуровском сельском поселении функционирует участковая больница, обслуживающая 19 населенных пунктов с населением около 9138 человек.